# Embraer E-Jet
Embraer E-Jet — семейство двухмоторных среднемагистральных узкофюзеляжных пассажирских самолётов для маршрутов малой и средней дальности производства бразильской компании Embraer. Включает в себя четыре модификации: E-170, E-175, E-190 и E-195. E-Jet был анонсирован на авиасалоне в Ле-Бурже в 1999 году. Серийное производство началось с 2002 года.
На авиасалоне в Ле-Бурже в 2013 году компания «Embraer» официально объявила о запуске программы создания второго поколения семейства пассажирских самолётов E-Jets. Новое семейство получило название E-Jets E2; в его состав войдут три новых лайнера: E175-E2, E190-E2 и E195-E2. Ввод в эксплуатацию первого самолёта E190-E2 запланирован на первую половину 2018 года, E195-E2 — на 2019 год, а E175-E2 — на 2020 год.
В октябре 2014 года коммерческий директор компании Embraer Джон Слеттери заявил о возможности создания грузовой версии самолёта. Он заявил, что проект будет реализован, если у авиакомпаний будет спрос на такой самолёт.

## Лётно-технические характеристики

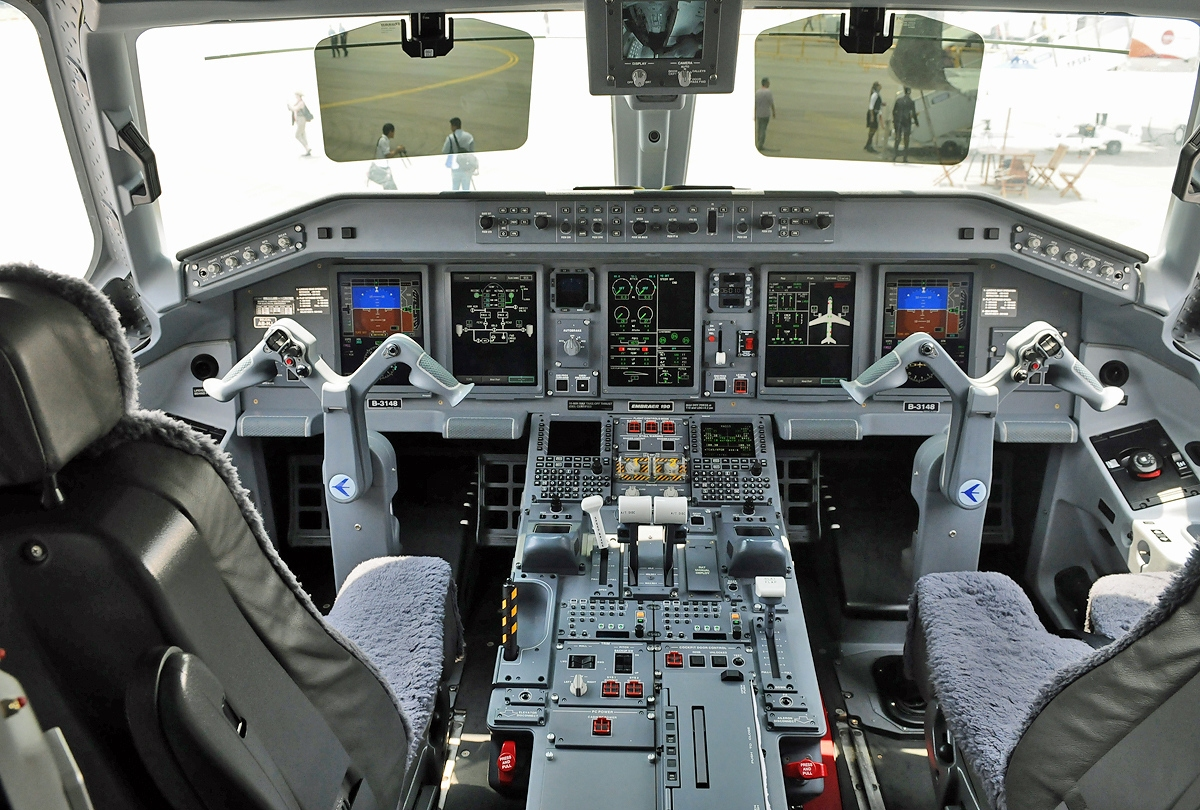
Кабина экипажа Е190-100

|                               | E-170              | E-175              | E-190               | E-195               |
| ----------------------------- | ------------------ | ------------------ | ------------------- | ------------------- |
| Экипаж                        | 2                  | 2                  | 2                   | 2                   |
| Пассажировместимость          | 66-78              | 78-88              | 98-114              | 108-124             |
| Длина, м                      | 29,90              | 31,68              | 36,24               | 38,65               |
| Размах крыла, м               | 26                 | 26                 | 28,72               | 28,72               |
| Высота, м                     | 9,67               | 9,67               | 10,28               | 10,28               |
| Масса пустого самолёта, кг    | 21 137             | 21 157             | 28 080              | 28 970              |
| Максимальный взлётный вес, кг | 37 200             | 38 600             | 51 800              | 52 290              |
| Силовая установка             | 2× ТРДД GE CF34-8Е | 2× ТРДД GE CF34-8Е | 2× ТРДД GE CF34-10Е | 2× ТРДД GE CF34-10Е |
| Расход топлива часовой, кг/ч  | 1500               | 1500               | 1850                | 1850                |
| Максимальная скорость, км/ч   | 890                | 890                | 890                 | 890                 |
| Дальность, км                 | 3900               | 3900               | 4260                | 3350                |
| Рабочий потолок, м            | 12 500             | 12 500             | 12 500              | 12 500              |

## Заказы и поставки
По состоянию на 31 декабря 2021 года Embraer поставил 1621 лайнер семейства E-Jet и 50 новейших лайнеров семейства E-Jet E2.
Сводная таблица общего числа заказов и поставок на текущий момент приведена ниже:
| Модель   | Фото | Твёрдые заказы | Поставлено | Невыполненные заказы |
| -------- | ---- | -------------- | ---------- | -------------------- |
| E-170    |      | 191            | 191        | -                    |
| E-175    |      | 840            | 693        | 147                  |
| E-190    |      | 568            | 565        | 3                    |
| E-195    |      | 172            | 172        | -                    |
| E-190 E2 |      | 22             | 17         | 5                    |
| E-195 E2 |      | 203            | 33         | 170                  |
| Всего    |      | 1996           | 1671       | 325                  |

Источник: Deliveries and Backlog Release on December 31, 2021

## Аварии и катастрофы
По данным сайта Aviation Safety Network, по состоянию на 10 января 2020 года в общей сложности в результате катастроф и серьёзных аварий были потеряны 7 самолётов Embraer E-Jet. Embraer E-Jet пытались угнать 1 раз, при этом погибли 2 человека. Всего в этих происшествиях погибли 117 человек.
| Дата       | Бортовой номер | Место происшествия  | Жертвы | Краткое описание |
| ---------- | -------------- | ------------------- | ------ | --- |
| 18.02.2007 | N862RW         | Кливленд            | 0/75   | После посадки скатился с ВПП и пробил ограждение аэропорта. |
| 17.07.2007 | HK-4455        | Санта-Марта         | 0/59   | Отклонился от оси ВПП при посадке и съехал в канаву. |
| 24.08.2010 | B-3130         | Ичунь               | 44/96  | Выкатился за пределы ВПП при посадке ночью в густом тумане из-за ошибок экипажа. |
| 16.09.2011 | HC-CEZ         | Кито                | 0/103  | При заходе на посадку произошёл сбой системы выпуска закрылков, после посадки выкатился за пределы ВПП.                                                                                        |
| 29.06.2012 | B-3171         | Хотан               | 2/101  | Попытка угона уйгурскими террористами. |
| 29.11.2013 | C9-EMC         | Бвабвата            | 33/33  | Командир экипажа намеренно изменил автопилот на снижение и снизил мощность двигателей. |
| 28.04.2016 | HC-COX         | Куэнка              | 0/93   | Жёсткая посадка в стороне от ВПП. |
| 31.07.2018 | XA-GAL         | Виктория-де-Дуранго | 0/103  | Потерпел аварию при взлёте. |
| 11.11.2018 | P4-KCJ         | Лиссабон            | 0/6    | Потеря управления из-за ошибок при плановом техобслуживании. Получил повреждения планера и фюзеляжа из-за нерасчётных нагрузок в ходе борьбы экипажа за управляемость и при аварийной посадке. |
| 12.05.2019 | XY-AGQ         | Мандалай            | 0/89   | Экстренная посадка. Не вышла передняя стойка шасси. |
| 18.02.2024 | OY-GDC         | Белград             | 0/106  | Выкатился за пределы ВПП и столкнулся с антеннами курсо-глиссадной системы при взлёте. Левая часть самолёта получила обширные повреждения.                                                     |
| 25.12.2024 | 4K-AZ65        | Актау               | 38/67  | Экстренная посадка. Отказ гидравлических систем в результате поражения хвостовой части ракетой ПВО. Расследование продолжается.                                                                |